# أيستولف ملك اللومبارد
أيستولف (توفي 756) كان دوق فريولي من 744 وملك اللومبارد من 749 ودوق سبوليتو من 751.